# 沙烏地阿拉伯國家博物館

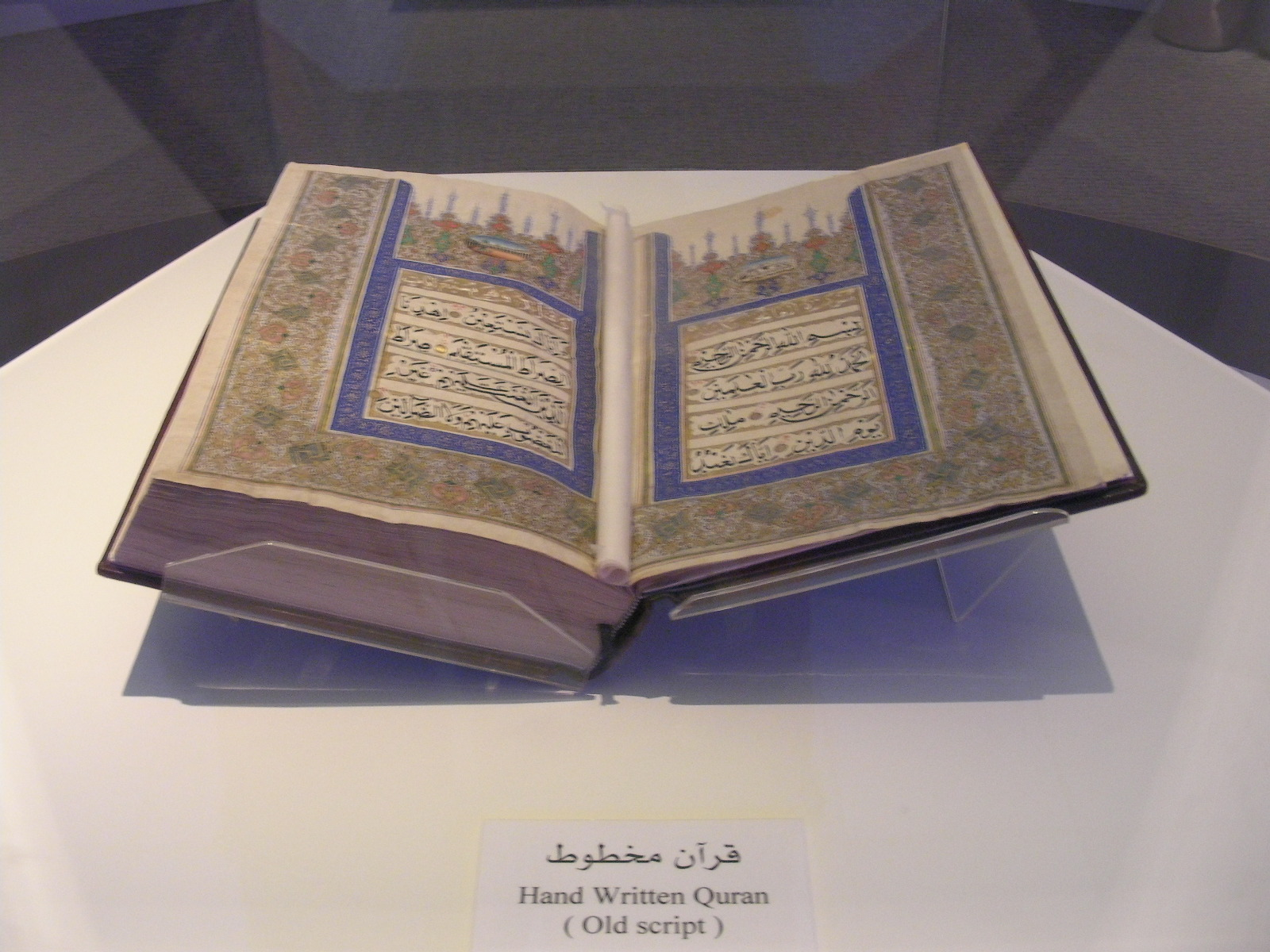
館內展示的古蘭經

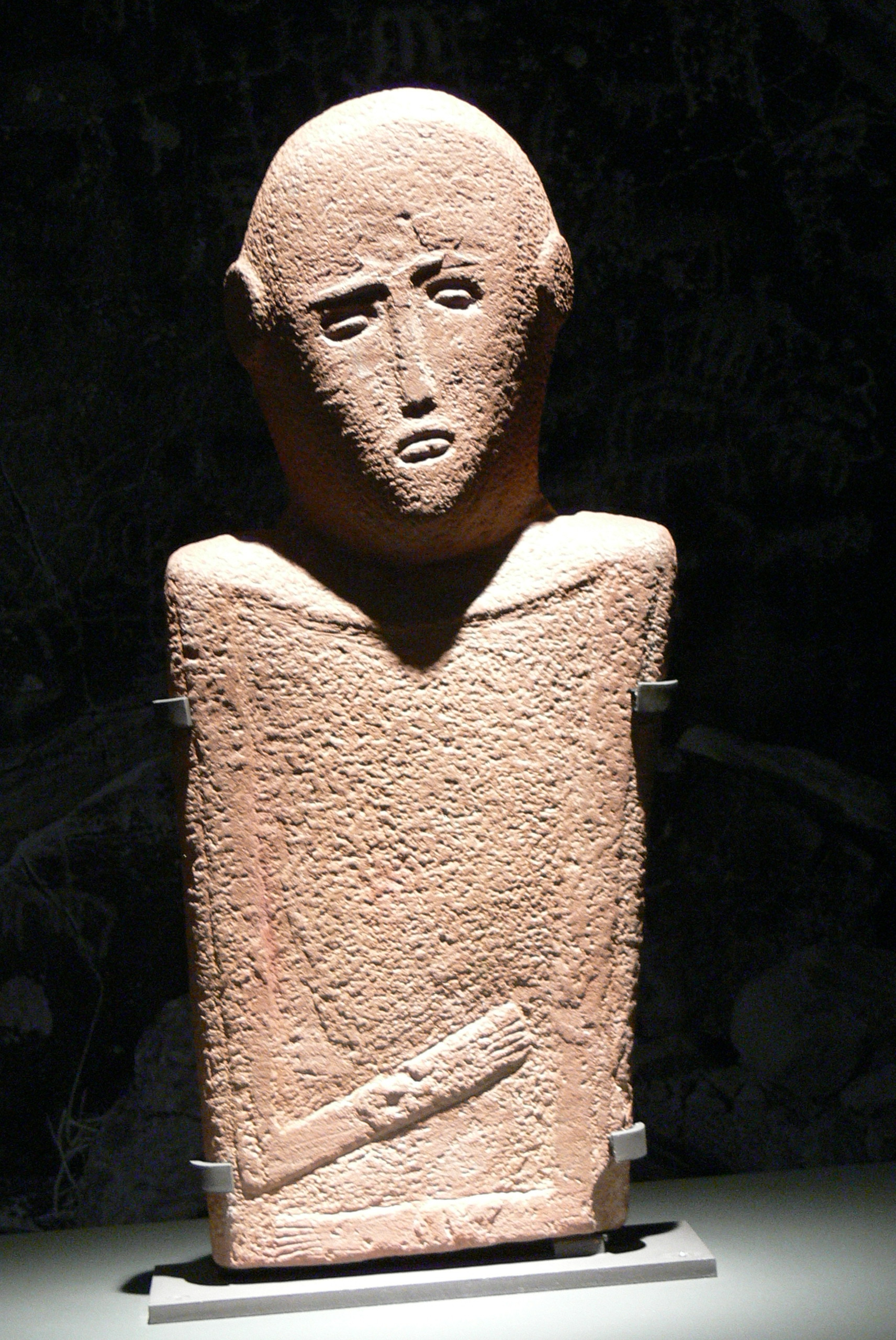
約於西元前3500年的雕像

沙烏地阿拉伯國家博物館（阿拉伯语：‎）是位於沙烏地阿拉伯首都利雅德的國立歷史博物館，成立於1999年，該館也是阿卜杜勒阿齊茲國王歷史中心的一部分，目前由沙烏地阿拉伯旅遊和國家遺產委員會負責營運及管理。

## 歷史及建築
沙烏地阿拉伯國家博物館是「穆拉巴發展計劃」（Murabba Development Plan）的一部分，該計畫旨在翻新舊穆拉巴宮及其周圍地區的建築與設施以慶祝首任國王阿卜杜勒-阿齊茲·本·阿卜杜拉赫曼·本·費薩爾·阿勒沙烏地的百周年慶典，最終於1999年興建完工並正式開放。早在1980年代，建立博物館的想法就已經被提出，首席建築師雷蒙·森山以利雅德外的一處紅沙丘為靈感，設計博物館外觀和顏色。目前，館內設有8個展廳及畫廊。

## 擴建
沙烏地阿拉伯旅遊和國家遺產委員會主席蘇爾坦·薩爾曼·阿勒沙特王子宣佈將在未來兩個月內擴建博物館，同時擴大為遊客提供的服務項目。
擴建包括：
- 3,767平方公尺的展廳
- 2,285平方公尺的劇院
- 13,000平方公尺的四星級阿拉伯式飯店
- 6,476平方公尺的餐廳
- 訓練間

## 外部連結
- 沙烏地阿拉伯國家博物館 （页面存档备份，存于）（英文）（阿拉伯文）